# Elke Twestenová
Elke Twestenová (Twesten, * 7. července 1963 Scheeßel) je německá politička zvolená do Dolnosaského zemského sněmu ve volbách v roce 2008 a v roce 2013 za stranu Svaz 90/Zelení. V srpnu 2017 tuto stranu opustila, aby přešla do Křesťanskodemokratické unie, čímž rudozelená koaliční vláda Stephana Weila ztratila v zemském sněmu většinu jediného hlasu a tedy tím Twestenová nepřímo způsobila vypsání předčasných voleb na podzim 2017.